# Morocco Tennis Tour 2010
Il Morocco Tennis Tour 2010 è stato un torneo professionistico di tennis maschile giocato sulla terra rossa, che faceva parte dell'ATP Challenger Tour 2010. Si è giocato a Rabat in Marocco dall'8 al 14 marzo 2010.

## Partecipanti

### Teste di serie
| Nazionalità | Giocatore                | Ranking* | Testa di serie |
| ----------- | ------------------------ | -------- | -------------- |
| Ucraina     | Oleksandr Dolgopolov Jr. | 81       | 1              |
| Spagna      | Santiago Ventura         | 90       | 2              |
| Slovenia    | Blaž Kavčič              | 102      | 3              |
| Russia      | Tejmuraz Gabašvili       | 109      | 4              |
| Spagna      | Marcel Granollers        | 114      | 5              |
| Romania     | Victor Crivoi            | 115      | 6              |
| Spagna      | Pere Riba                | 119      | 7              |
| Portogallo  | Rui Machado              | 120      | 8              |

- Ranking al 1º marzo 2010.

### Altri partecipanti
Giocatori che hanno ricevuto una wild card:
- Rabie Chaki
- Reda El Amrani
- Hicham Khaddari
- Mehdi Ziadi

Giocatori passati dalle qualificazioni:
- Andrea Arnaboldi
- Bastian Knittel
- Adrián Menéndez Maceiras
- João Sousa

## Campioni

### Singolare
Rubén Ramírez Hidalgo ha battuto in finale  Marcel Granollers con il punteggio di 6–4, 6–4

### Doppio
Ilija Bozoljac /  Daniele Bracciali hanno battuto in finale  Oleksandr Dolgopolov Jr. /  Dmitrij Sitak con il punteggio di 6–4, 6–4